# Fantascy
Fantascy es un sello editorial perteneciente al grupo Penguin Random House. Creado en 2013, el sello agrupa obras de fantasía, ciencia-ficción y terror, tanto de autores españoles como extranjeros, y hace una apuesta importante por los autores noveles.

## Historia
FANTASCY es un sello editorial perteneciente al grupo Penguin Random House. El sello FANTASCY nació en junio de 2013 como una firme defensa de los géneros de fantasía, ciencia ficción y terror, y aspira también a ser una plataforma para encontrar nuevas formas de narrar la magia, la leyenda, el devenir y los universos paralelos. Avalado por la trayectoria de Plaza & Janés, cuyo catálogo lleva décadas incluyendo a autores de éxito probado dentro y fuera del género, FANTASCY cuenta en su catálogo con novelas, antologías y libros de relatos de los mejores autores españoles y extranjeros , tanto noveles como consagrados.

## Autores
- Paolo Bacigalupi
- Ismael Martínez Biurrun
- Trudi Canavan
- Jesús Cañadas
- China Miéville
- Concepción Perea
- Juan Cuadra Perez
- Terry Pratchett
- Brandon Sanderson
- Brent Weeks
- G. Willow Wilson